# Tworków (przystanek kolejowy)
Tworków – przystanek osobowy i ładownia publiczna położona we wsi Tworków, w powiecie raciborskim, w województwie śląskim.

## Ruch pasażerski
| Rok  | Wymiana pasażerska na dobę |
| ---- | -------------------------- |
| 2017 | 0-9                        |
| 2022 | 10-19                      |

## Galeria

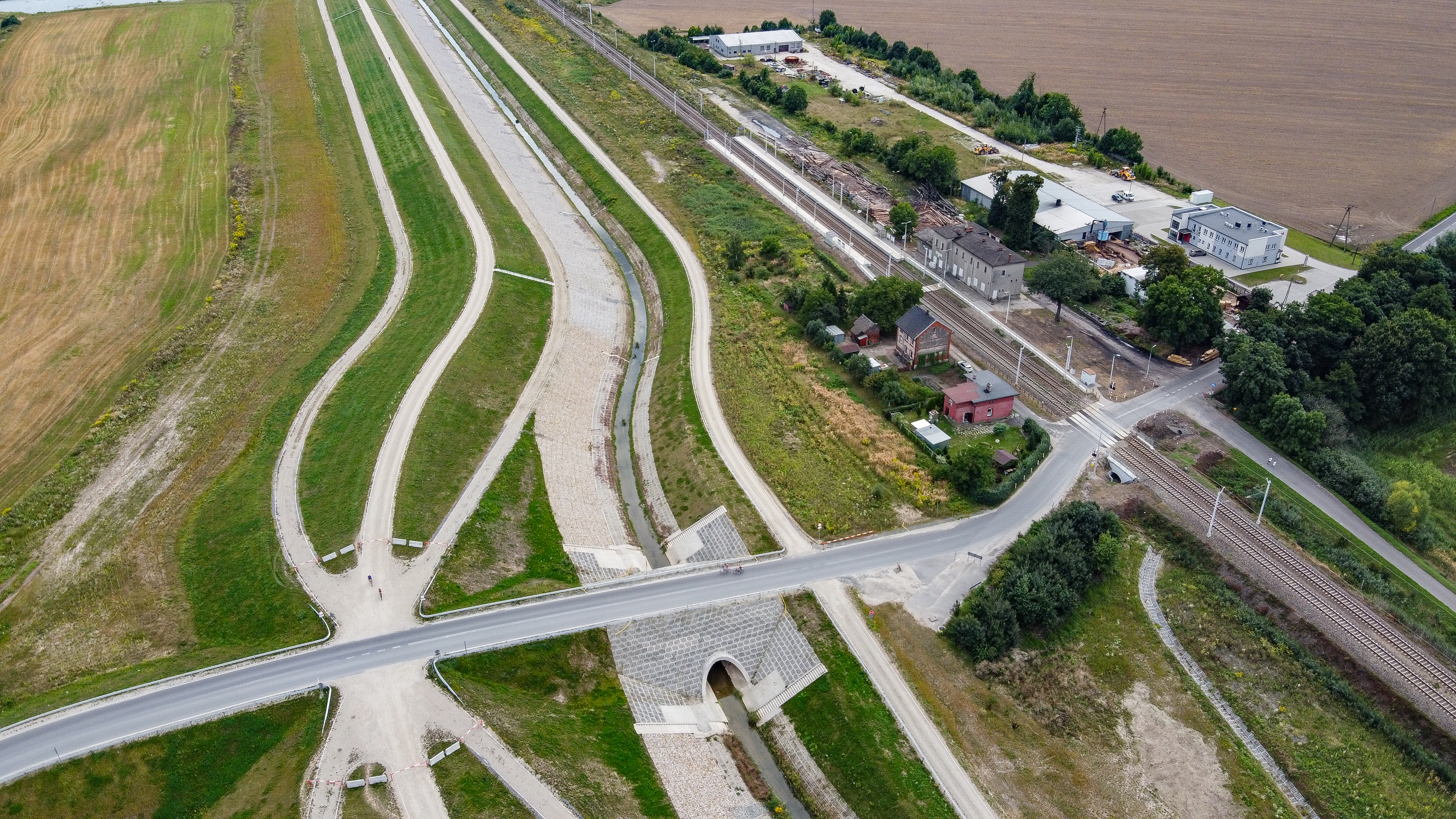
Wjazd do czaszy zbiornika Racibórz Dolny w bezpośrednim sąsiedztwie przystanku (2021)
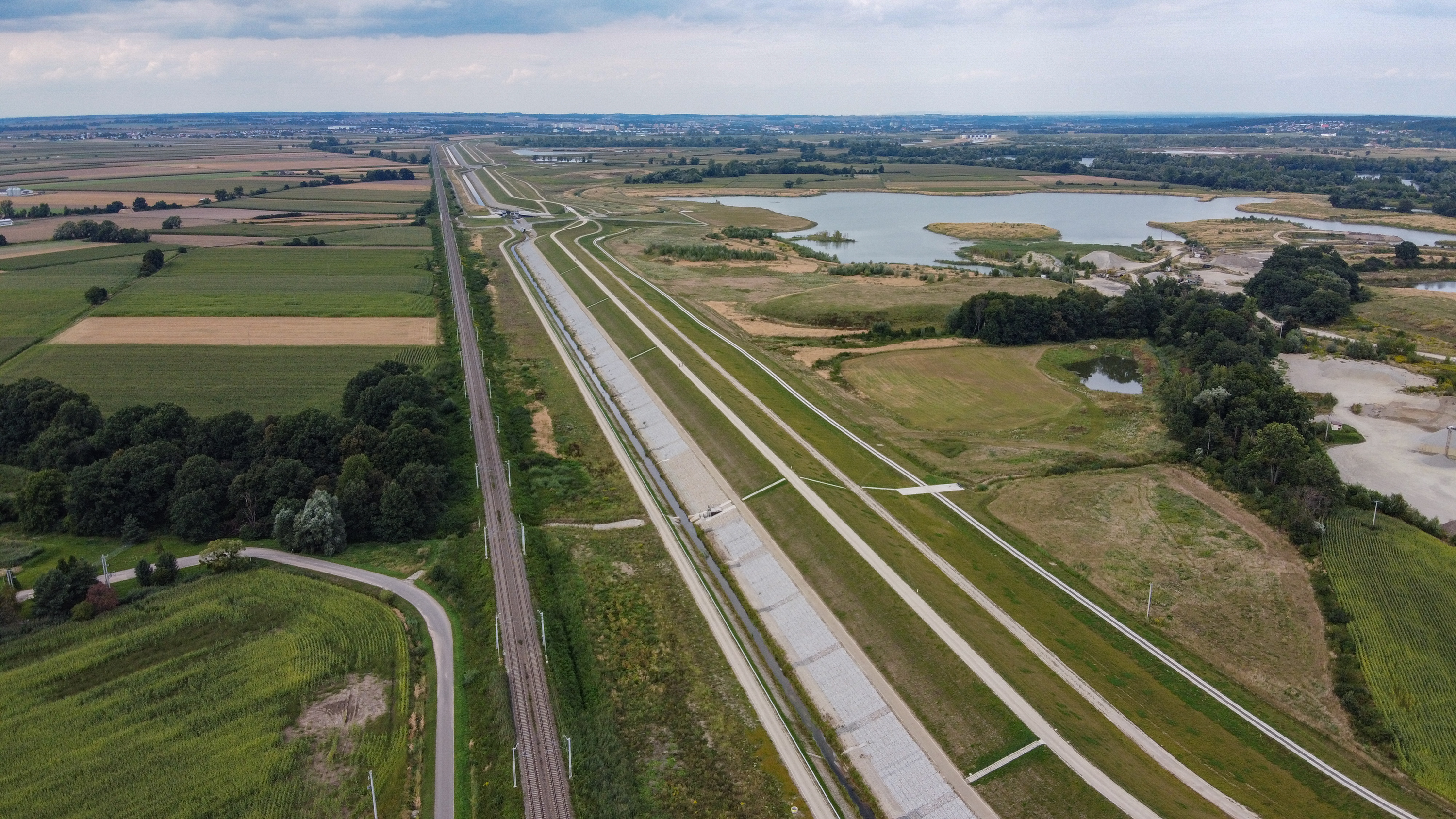
Widok znad stacji w kier. zbiornika Racibórz Dolny, 2021
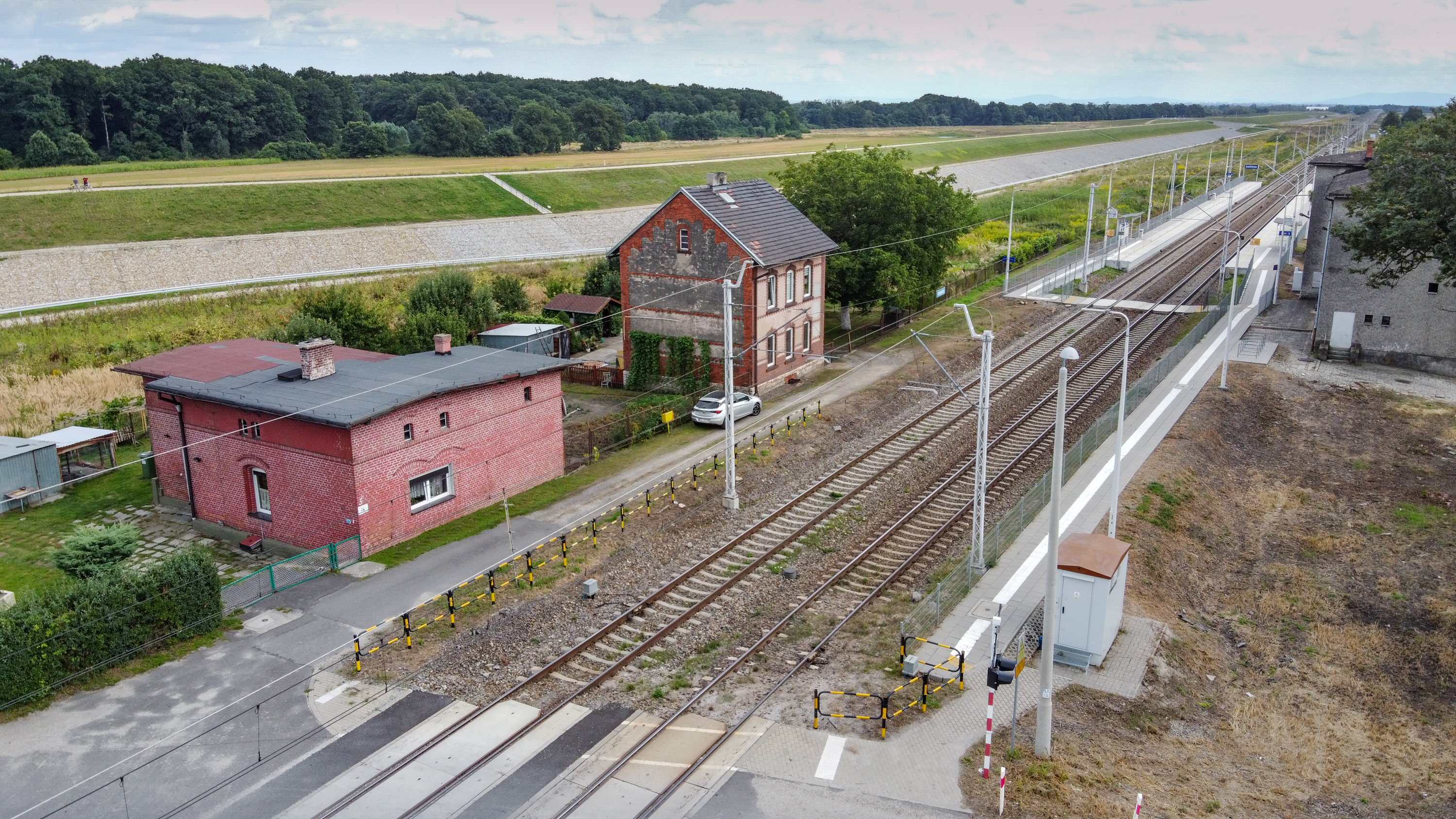
Widok znad stacji w kier. peronów, 2021
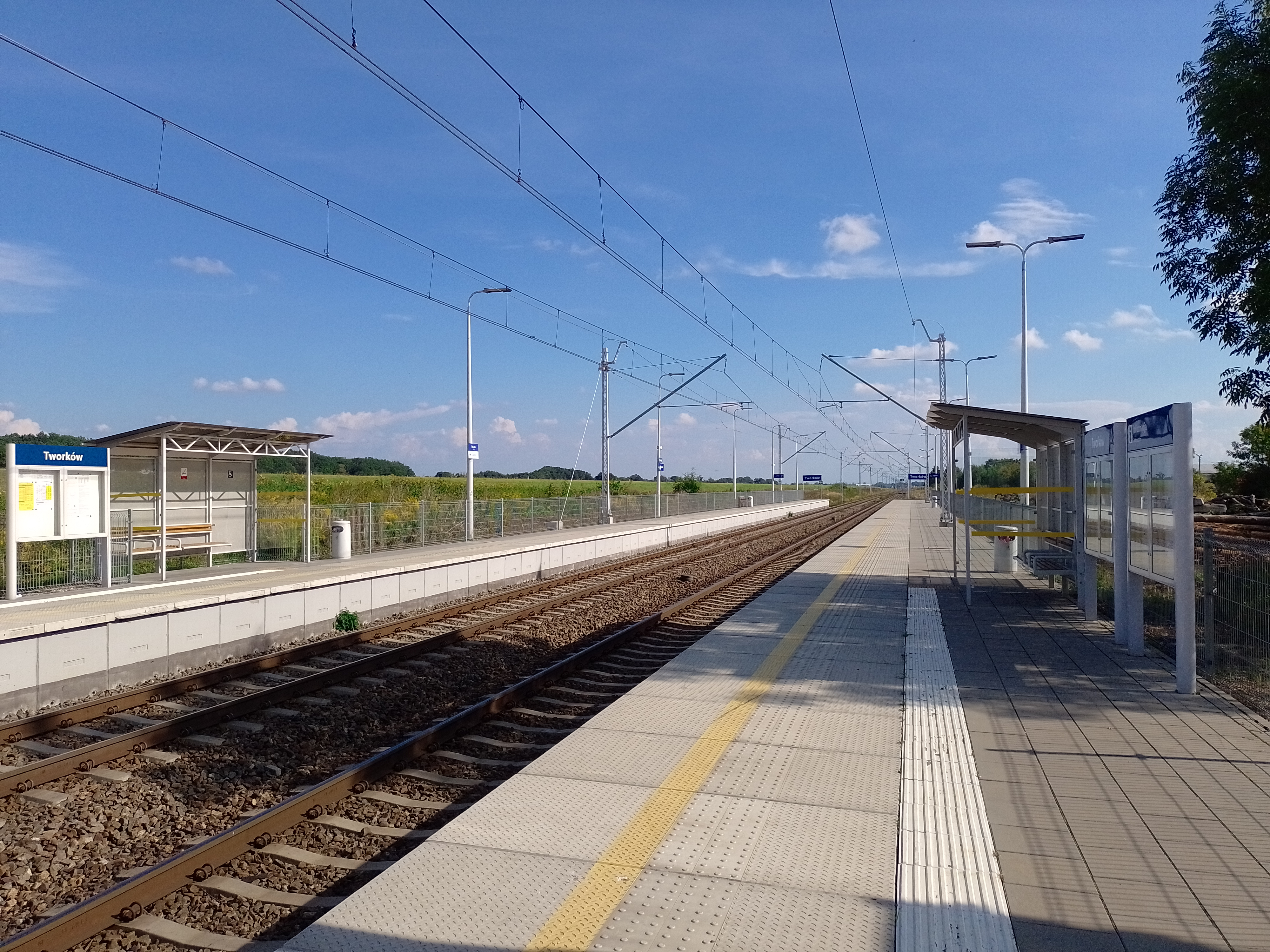
2021
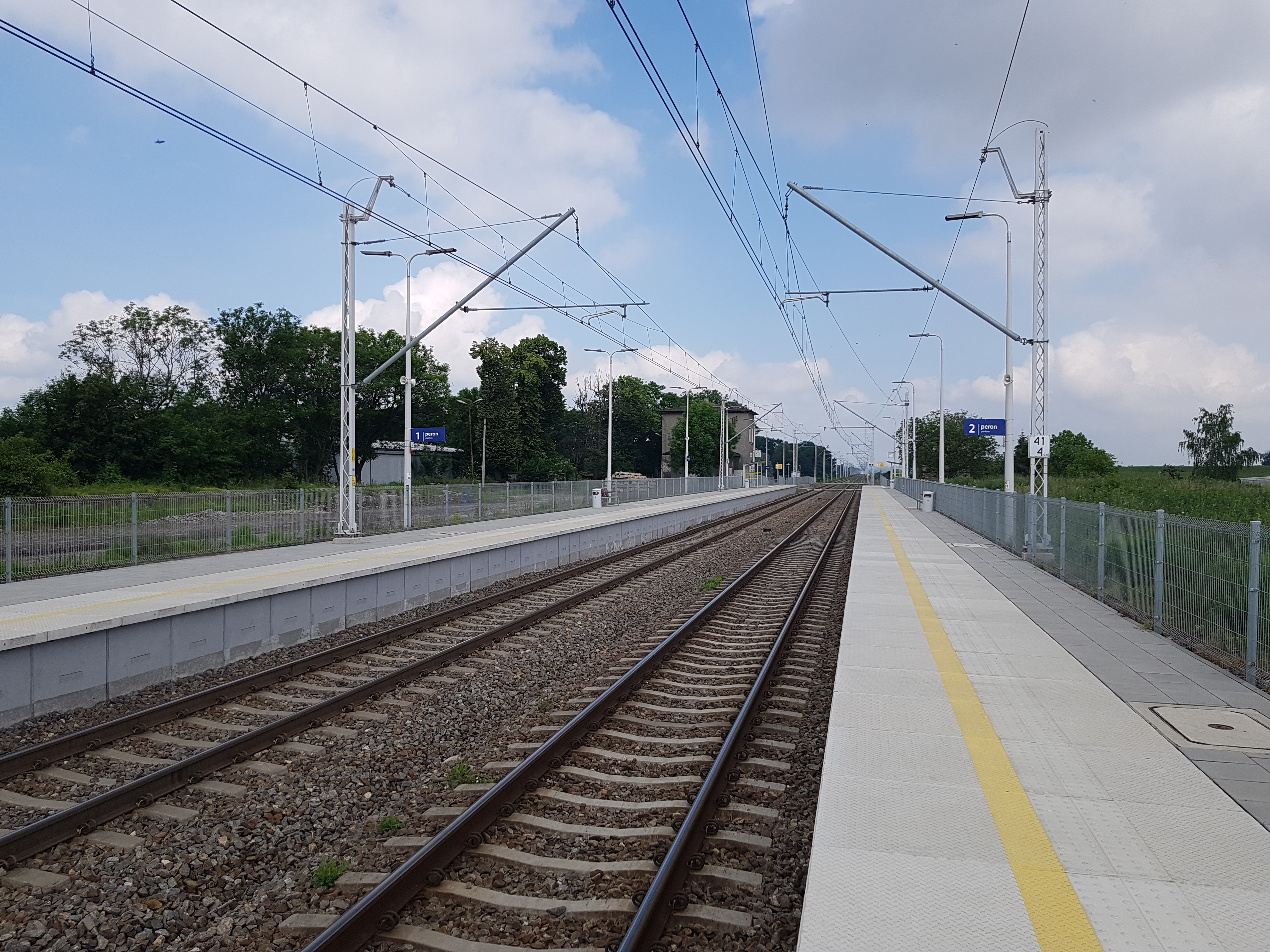
2020